# Gran Premio di superbike di Assen 2025
Il Gran Premio di superbike di Assen 2025 è stato la terza prova del mondiale superbike del 2025. Nello stesso fine settimana si sono corsi anche la terza prova del campionato mondiale Supersport, la seconda del campionato mondiale Supersport 300 e la prima del Campionato mondiale WCR.

## Panoramica delle gare
Il fine settimana di Assen in Superbike si apre con la prima ricalibrazione del regolamento prevista per la stagione in corso: nell'ottica di livellare le prestazioni tra le varie motociclette, il flusso di benzina viene abbassato da 47 a 46,5 Kg/h a Ducati e BMW. 
Protagonista, anche nella sfortuna, di questo evento è Nicolò Bulega. Il pilota italiano viene ostacolato da alcuni avversari (poi penalizzati sulla griglia di gara uno) nel corso delle qualifiche ufficiali perdendo la possibilità ottenere una pole position ampiamente alla sua portata. Pole che va al britannico, nonché compagno di marca Sam Lowes, alla prima partenza al palo in Superbike. Il pilota emiliano si rifà in gara uno tagliando il traguardo con quasi otto secondi sul secondo classificato in un podio tutto italiano (il secondo del 2025). La gara Superpole, disputatasi in condizioni metereologiche miste, va a Toprak Razgatlıoğlu che, in questo frangente supera le difficoltà emerse in gara uno, mentre Bulega è costretto al ritiro per un guasto tecnico quando si trovava in seconda posizione. Stesso copione anche in gara due con Bulega costretto al ritiro a due giri dalla bandiera a scacchi mentre si trovava al comando con ampio margine. La vittoria va quindi ad Andrea Locatelli, al primo centro in Superbike dopo venti piazzamenti a podio. Torna quindi al successo Yamaha, a secco di vittorie dal 2023, la cui ultima vittoria ad Assen risale addirittura al 2009 con Ben Spies.
Non ci sono sorprese invece nel mondiale Supersport dove si confermano i protagonisti delle gare precedenti: Can Öncü, dopo aver siglato la sua seconda pole position consecutiva, ottiene un terzo posto in gara uno e la vittoria in gara due risalendo in classifica. Posizioni invertite per Bo Bendsneyder, vincitore al sabato e in grande spolvero con MV Agusta. Con due secondi posti, mantiene la testa della classifica Stefano Manzi con un margine di punti pressoché invariato. Per quanto concerne i costruttori prevale Yamaha, la cui R9 ha ottenuto fin qui tre vittorie e tre secondi posti in sei gare disputate.
Le due gare valide per il Campionato mondiale Supersport 300 sono vinte entrambe dal padrone di casa Jeffrey Buis che, con questi cinquanta punti si porta al comando della classifica. Subito dietro si trova la coppia di spagnoli composta da Julio García (su Kawasaki) e Beñat Fernández (Kove). Grazie a questo doppio successo KTM torna momentaneamente in testa alla classifica costruttori, posizione raggiunta solo per un paio di Gran Premi nel 2018, prima del cambio di regolamenti. Assen inoltre inaugura la seconda edizione del Campionato mondiale WCR laddove la vice-campionessa in carica María Herrera, col successo ottenuto in gara uno, mantiene l'impressionante media di una gara vinta ogni due disputate. La connazionale Beatriz Neila si impone in gara due portandosi a pari punti (45) con la Herrera. L'andamento delle gare segue grossomodo la falsariga dell'edizione 2024 con distacchi importanti tra le prime tre e il resto del gruppo. sempre concreta Roberta Ponziani che chiude il fine settimana olandese con un quinto ed un quarto posto.

## Superbike gara 1

### Arrivati al traguardo
| Pos. | Nº | Pilota               | Squadra                   | Motocicletta        | Giri | Tempo     | Griglia | Punti |
| ---- | -- | -------------------- | ------------------------- | ------------------- | ---- | --------- | ------- | ----- |
| 1º   | 11 | Nicolò Bulega        | Aruba.it Racing - Ducati  | Ducati Panigale V4R | 21   | 33'08.274 | 2º      | 25    |
| 2º   | 55 | Andrea Locatelli     | Pata Yamaha Prometeon     | Yamaha YZF R1       | 21   | +7.801    | 4º      | 20    |
| 3º   | 9  | Danilo Petrucci      | Barni Spark Racing        | Ducati Panigale V4R | 21   | +14.827   | 5º      | 16    |
| 4º   | 1  | Toprak Razgatlıoğlu  | Rokit BMW Motorrad        | BMW M1000 RR        | 21   | +17.137   | 6º      | 13    |
| 5º   | 7  | Iker Lecuona         | Team HRC                  | Honda CBR1000 RR-R  | 21   | +22.653   | 14º     | 11    |
| 6º   | 97 | Xavi Vierge          | Team HRC                  | Honda CBR1000 RR-R  | 21   | +22.865   | 18º     | 10    |
| 7º   | 77 | Dominique Aegerter   | GYTR GRT Yamaha           | Yamaha YZF R1       | 21   | +23.248   | 11º     | 9     |
| 8º   | 87 | Remy Gardner         | GYTR GRT Yamaha           | Yamaha YZF R1       | 21   | +23.854   | 8º      | 8     |
| 9º   | 60 | Michael van der Mark | Rokit BMW Motorrad        | BMW M1000 RR        | 21   | +29.120   | 13º     | 7     |
| 10º  | 45 | Scott Redding        | MGM Bonovo Racing         | Ducati Panigale V4R | 21   | +34.607   | 16º     | 6     |
| 11º  | 22 | Alex Lowes           | Bimota by Kawasaki Racing | Bimota KB998 Rimini | 21   | +35.959   | 9º      | 5     |
| 12º  | 95 | Tarran Mackenzie     | Petronas MIE Racing Honda | Honda CBR1000 RR-R  | 21   | +39.665   | 15º     | 4     |
| 13º  | 31 | Garrett Gerloff      | Kawasaki Racing           | Kawasaki ZX-10RR    | 21   | +40.262   | 17º     | 3     |
| 14º  | 53 | Esteve Rabat         | Yamaha Motoxracing        | Yamaha YZF R1       | 21   | +40.491   | 20º     | 2     |
| 15º  | 17 | Ryan Vickers         | Team Motocorsa Racing     | Ducati Panigale V4R | 21   | +42.096   | 21º     | 1     |
| 16º  | 20 | Jason O'Halloran     | Pata Yamaha Prometeon     | Yamaha YZF R1       | 21   | +1'02.842 | 22º     |       |
| 17º  | 21 | Zaqhwan Zaidi        | Petronas MIE Racing Honda | Honda CBR1000 RR-R  | 21   | +1'31.357 | 23º     |       |

### Ritirati
| Nº | Pilota            | Squadra                   | Motocicletta        | Giri | Griglia |
| -- | ----------------- | ------------------------- | ------------------- | ---- | ------- |
| 47 | Axel Bassani      | Bimota by Kawasaki Racing | Bimota KB998 Rimini | 20   | 7º      |
| 14 | Sam Lowes         | ELF Marc VDS Racing Team  | Ducati Panigale V4R | 6    | 1º      |
| 19 | Álvaro Bautista   | Aruba.it Racing - Ducati  | Ducati Panigale V4R | 6    | 3º      |
| 29 | Andrea Iannone    | Team GoEleven             | Ducati Panigale V4R | 6    | 10º     |
| 99 | Bahattin Sofuoğlu | Yamaha Motoxracing        | Yamaha YZF R1       | 5    | 19º     |
| 5  | Yari Montella     | Barni Spark Racing        | Ducati Panigale V4R | 1    | 12º     |

## Superbike gara superpole

### Arrivati al traguardo
| Pos. | Nº | Pilota               | Squadra                   | Motocicletta        | Giri | Tempo     | Griglia | Punti |
| ---- | -- | -------------------- | ------------------------- | ------------------- | ---- | --------- | ------- | ----- |
| 1º   | 1  | Toprak Razgatlıoğlu  | Rokit BMW Motorrad        | BMW M1000 RR        | 10   | 17'32.242 | 3º      | 12    |
| 2º   | 14 | Sam Lowes            | ELF Marc VDS Racing Team  | Ducati Panigale V4R | 10   | +3.798    | 1º      | 9     |
| 3º   | 19 | Álvaro Bautista      | Aruba.it Racing - Ducati  | Ducati Panigale V4R | 10   | +6.865    | 5º      | 7     |
| 4º   | 55 | Andrea Locatelli     | Pata Yamaha Prometeon     | Yamaha YZF R1       | 10   | +9.907    | 6º      | 6     |
| 5º   | 60 | Michael van der Mark | Rokit BMW Motorrad        | BMW M1000 RR        | 10   | +10.147   | 13º     | 5     |
| 6º   | 45 | Scott Redding        | MGM Bonovo Racing         | Ducati Panigale V4R | 10   | +11.621   | 16º     | 4     |
| 7º   | 87 | Remy Gardner         | GYTR GRT Yamaha           | Yamaha YZF R1       | 10   | +12.093   | 8º      | 3     |
| 8º   | 5  | Yari Montella        | Barni Spark Racing        | Ducati Panigale V4R | 10   | +13.099   | 12º     | 2     |
| 9º   | 95 | Tarran Mackenzie     | Petronas MIE Racing Honda | Honda CBR1000 RR-R  | 10   | +14.860   | 15º     | 1     |
| 10º  | 17 | Ryan Vickers         | Team Motocorsa Racing     | Ducati Panigale V4R | 10   | +16.834   | 21º     |       |
| 11º  | 22 | Alex Lowes           | Bimota by Kawasaki Racing | Bimota KB998 Rimini | 10   | +17.059   | 9º      |       |
| 12º  | 47 | Axel Bassani         | Bimota by Kawasaki Racing | Bimota KB998 Rimini | 10   | +17.500   | 4º      |       |
| 13º  | 9  | Danilo Petrucci      | Barni Spark Racing        | Ducati Panigale V4R | 10   | +24.164   | 7º      |       |
| 14º  | 7  | Iker Lecuona         | Team HRC                  | Honda CBR1000 RR-R  | 10   | +29.765   | 14º     |       |
| 15º  | 20 | Jason O'Halloran     | Pata Yamaha Prometeon     | Yamaha YZF R1       | 10   | +30.203   | 22º     |       |
| 16º  | 31 | Garrett Gerloff      | Kawasaki Racing           | Kawasaki ZX-10RR    | 10   | +32.048   | 17º     |       |
| 17º  | 77 | Dominique Aegerter   | GYTR GRT Yamaha           | Yamaha YZF R1       | 10   | +35.812   | 11º     |       |
| 18º  | 99 | Bahattin Sofuoğlu    | Yamaha Motoxracing        | Yamaha YZF R1       | 10   | +50.329   | 19º     |       |
| 19º  | 21 | Zaqhwan Zaidi        | Petronas MIE Racing Honda | Honda CBR1000 RR-R  | 10   | +57.519   | 23º     |       |

### Ritirati
| Nº | Pilota         | Squadra                  | Motocicletta        | Giri | Griglia |
| -- | -------------- | ------------------------ | ------------------- | ---- | ------- |
| 11 | Nicolò Bulega  | Aruba.it Racing - Ducati | Ducati Panigale V4R | 7    | 2º      |
| 29 | Andrea Iannone | Team GoEleven            | Ducati Panigale V4R | 1    | 10º     |
| 97 | Xavi Vierge    | Team HRC                 | Honda CBR1000 RR-R  | 1    | 18º     |
| 53 | Esteve Rabat   | Yamaha Motoxracing       | Yamaha YZF R1       | 0    | 20º     |

## Superbike gara 2

### Arrivati al traguardo
| Pos. | Nº | Pilota               | Squadra                   | Motocicletta        | Giri | Tempo     | Griglia | Punti |
| ---- | -- | -------------------- | ------------------------- | ------------------- | ---- | --------- | ------- | ----- |
| 1º   | 55 | Andrea Locatelli     | Pata Yamaha Prometeon     | Yamaha YZF R1       | 21   | 33'17.693 | 4º      | 25    |
| 2º   | 19 | Álvaro Bautista      | Aruba.it Racing - Ducati  | Ducati Panigale V4R | 21   | +2.968    | 3º      | 20    |
| 3º   | 87 | Remy Gardner         | GYTR GRT Yamaha           | Yamaha YZF R1       | 21   | +4.396    | 7º      | 16    |
| 4º   | 14 | Sam Lowes            | ELF Marc VDS Racing Team  | Ducati Panigale V4R | 21   | +4.803    | 2º      | 13    |
| 5º   | 47 | Axel Bassani         | Bimota by Kawasaki Racing | Bimota KB998 Rimini | 21   | +7.380    | 11º     | 11    |
| 6º   | 22 | Alex Lowes           | Bimota by Kawasaki Racing | Bimota KB998 Rimini | 21   | +12.109   | 13º     | 10    |
| 7º   | 7  | Iker Lecuona         | Team HRC                  | Honda CBR1000 RR-R  | 21   | +12.928   | 16º     | 9     |
| 8º   | 1  | Toprak Razgatlıoğlu  | Rokit BMW Motorrad        | BMW M1000 RR        | 21   | +13.100   | 1º      | 8     |
| 9º   | 29 | Andrea Iannone       | Team GoEleven             | Ducati Panigale V4R | 21   | +13.273   | 14º     | 7     |
| 10º  | 77 | Dominique Aegerter   | GYTR GRT Yamaha           | Yamaha YZF R1       | 21   | +13.534   | 15º     | 6     |
| 11º  | 9  | Danilo Petrucci      | Barni Spark Racing        | Ducati Panigale V4R | 21   | +14.558   | 12º     | 5     |
| 12º  | 97 | Xavi Vierge          | Team HRC                  | Honda CBR1000 RR-R  | 21   | +15.258   | 18º     | 4     |
| 13º  | 5  | Yari Montella        | Barni Spark Racing        | Ducati Panigale V4R | 21   | +17.158   | 8º      | 3     |
| 14º  | 95 | Tarran Mackenzie     | Petronas MIE Racing Honda | Honda CBR1000 RR-R  | 21   | +21.036   | 9º      | 2     |
| 15º  | 99 | Bahattin Sofuoğlu    | Yamaha Motoxracing        | Yamaha YZF R1       | 21   | +26.370   | 19º     | 1     |
| 16º  | 31 | Garrett Gerloff      | Kawasaki Racing           | Kawasaki ZX-10RR    | 21   | +26.568   | 17º     |       |
| 17º  | 60 | Michael van der Mark | Rokit BMW Motorrad        | BMW M1000 RR        | 21   | +27.226   | 5º      |       |
| 18º  | 17 | Ryan Vickers         | Team Motocorsa Racing     | Ducati Panigale V4R | 21   | +29.876   | 21º     |       |
| 19º  | 45 | Scott Redding        | MGM Bonovo Racing         | Ducati Panigale V4R | 21   | +38.539   | 6º      |       |
| 20º  | 53 | Esteve Rabat         | Yamaha Motoxracing        | Yamaha YZF R1       | 21   | +39.370   | 20º     |       |
| 21º  | 20 | Jason O'Halloran     | Pata Yamaha Prometeon     | Yamaha YZF R1       | 21   | +1'01.777 | 22º     |       |
| 22º  | 21 | Zaqhwan Zaidi        | Petronas MIE Racing Honda | Honda CBR1000 RR-R  | 21   | +1'26.905 | 23º     |       |

### Ritirati
| Nº | Pilota        | Squadra                  | Motocicletta        | Giri | Griglia |
| -- | ------------- | ------------------------ | ------------------- | ---- | ------- |
| 11 | Nicolò Bulega | Aruba.it Racing - Ducati | Ducati Panigale V4R | 19   | 10º     |

## Supersport gara 1
- Gara uno del mondiale Supersport è stata interrotta (tramite esposizione della bandiera rossa), a causa dell'incidente avvenuto nel corso del primo giro tra Loic Arbel ed Eduardo Montero.[9] La distanza di gara alla ripartenza pertanto è stata accorciata a dodici giri per rispettare le tempistiche del programma di gare previsto.[9]

### Arrivati al traguardo
| Pos. | Nº | Pilota                | Squadra                       | Motocicletta                 | Giri | Tempo     | Griglia | Punti |
| ---- | -- | --------------------- | ----------------------------- | ---------------------------- | ---- | --------- | ------- | ----- |
| 1º   | 11 | Bo Bendsneyder        | MV Agusta Reparto Corse       | MV Agusta F3 800 RR          | 12   | 19'32.419 | 3º      | 25    |
| 2º   | 62 | Stefano Manzi         | Ten Kate Racing Yamaha        | Yamaha YZF-R9                | 12   | +3.228    | 6º      | 20    |
| 3º   | 61 | Can Öncü              | Evan Bros. Yamaha             | Yamaha YZF-R9                | 12   | +3.930    | 1º      | 16    |
| 4º   | 51 | Jaume Masiá           | Orelac Racing Verdnatura      | Ducati Panigale V2           | 12   | +6.298    | 5º      | 13    |
| 5º   | 69 | Tom Booth-Amos        | PTR Triumph                   | Triumph Street Triple RS 765 | 12   | +10.800   | 2º      | 11    |
| 6º   | 24 | Leonardo Taccini      | Ecosantagata Althea Racing    | Ducati Panigale V2           | 12   | +10.924   | 11º     | 10    |
| 7º   | 65 | Philipp Öttl          | Feel Racing SSP Team          | Ducati Panigale V2           | 12   | +11.121   | 10º     | 9     |
| 8º   | 57 | Aldi Satya Mahendra   | Evan Bros. Yamaha             | Yamaha YZF-R9                | 12   | +11.247   | 14º     | 8     |
| 9º   | 94 | Lucas Mahias          | GMT94 Yamaha                  | Yamaha YZF-R9                | 12   | +11.371   | 8º      | 7     |
| 10º  | 52 | Jeremy Alcoba         | Kawasaki Racing               | Kawasaki ZX-6R-636           | 12   | +15.283   | 9º      | 6     |
| 11º  | 77 | Filippo Farioli       | MV Agusta Reparto Corse       | MV Agusta F3 800 RR          | 12   | +16.073   | 15º     | 5     |
| 12º  | 6  | Corentin Perolari     | Honda Racing World Supersport | Honda CBR600RR               | 12   | +16.227   | 20º     | 4     |
| 13º  | 64 | Federico Caricasulo   | Motozoo ME AIR Racing         | MV Agusta F3 800 RR          | 12   | +20.885   | 31º     | 3     |
| 14º  | 28 | Glenn van Straalen    | DG34 Racing                   | Ducati Panigale V2           | 12   | +21.529   | 16º     | 2     |
| 15º  | 43 | Simon Jespersen       | Ecosantagata Althea Racing    | Ducati Panigale V2           | 12   | +21.536   | 19º     | 1     |
| 16º  | 21 | Michael Ruben Rinaldi | GMT94 Yamaha                  | Yamaha YZF-R9                | 12   | +23.537   | 21º     |       |
| 17º  | 31 | Yuki Okamoto          | Ten Kate Racing Yamaha        | Yamaha YZF-R9                | 12   | +25.388   | 23º     |       |
| 18º  | 50 | Ondřej Vostatek       | WRP Racing                    | Ducati Panigale V2           | 12   | +29.491   | 22º     |       |
| 19º  | 25 | Melvin van der Voort  | Track and Trades Wixx Racing  | Ducati Panigale V2           | 12   | +30.111   | 25º     |       |
| 20º  | 66 | Niki Tuuli            | QJ Motor Factory Racing       | QJ Motor SRK 800 RR          | 12   | +30.550   | 24º     |       |
| 21º  | 68 | Luke Power            | Motozoo ME AIR Racing         | MV Agusta F3 800 RR          | 12   | +33.115   | 28º     |       |
| 22º  | 5  | Niccolò Antonelli     | VTF Racing                    | Yamaha YZF-R9                | 12   | +49.288   | 17º     |       |
| 23º  | 7  | Loris Veneman         | EAB Racing Team               | Ducati Panigale V2           | 12   | +50.051   | 26º     |       |
| 24º  | 22 | Ana Carrasco          | Honda Racing World Supersport | Honda CBR600RR               | 12   | +54.441   | 32º     |       |
| 25º  | 23 | Marcel Schrötter      | WRP Racing                    | Ducati Panigale V2           | 12   | +1'02.042 | 13º     |       |

### Ritirati
| Nº | Pilota              | Squadra                             | Motocicletta                 | Giri | Griglia |
| -- | ------------------- | ----------------------------------- | ---------------------------- | ---- | ------- |
| 45 | Luca de Vleeschauer | Track and Trades Wixx Racing        | Ducati Panigale V2           | 11   | 29º     |
| 53 | Valentin Debise     | Renzi Corse                         | Ducati Panigale V2           | 5    | 4º      |
| 20 | Xavier Cardelús     | Orelac Racing Verdnatura            | Ducati Panigale V2           | 4    | 7º      |
| 27 | Kaito Toba          | Petronas MIE Racing Honda           | Honda CBR600RR               | 0    | 18º     |
| 33 | Eduardo Montero     | DG34 Racing                         | Ducati Panigale V2           | 0    | 30º     |
| 4  | Loic Arbel          | Team Flembbo-Pilote Moto Production | MV Agusta F3 800 RR          | 0    | 27º     |
| 32 | Oliver Bayliss      | PTR Triumph                         | Triumph Street Triple RS 765 | 0    | 12º     |

## Supersport gara 2

### Arrivati al traguardo
| Pos. | Nº | Pilota                | Squadra                       | Motocicletta                 | Giri | Tempo     | Griglia | Punti |
| ---- | -- | --------------------- | ----------------------------- | ---------------------------- | ---- | --------- | ------- | ----- |
| 1º   | 61 | Can Öncü              | Evan Bros. Yamaha             | Yamaha YZF-R9                | 18   | 29'31.530 | 5º      | 25    |
| 2º   | 62 | Stefano Manzi         | Ten Kate Racing Yamaha        | Yamaha YZF-R9                | 18   | +0.012    | 1º      | 20    |
| 3º   | 11 | Bo Bendsneyder        | MV Agusta Reparto Corse       | MV Agusta F3 800 RR          | 18   | +3.150    | 2º      | 16    |
| 4º   | 53 | Valentin Debise       | Renzi Corse                   | Ducati Panigale V2           | 18   | +3.422    | 4º      | 13    |
| 5º   | 51 | Jaume Masiá           | Orelac Racing Verdnatura      | Ducati Panigale V2           | 18   | +5.131    | 3º      | 11    |
| 6º   | 23 | Marcel Schrötter      | WRP Racing                    | Ducati Panigale V2           | 18   | +5.997    | 14º     | 10    |
| 7º   | 52 | Jeremy Alcoba         | Kawasaki Racing               | Kawasaki ZX-6R-636           | 18   | +9.478    | 12º     | 9     |
| 8º   | 57 | Aldi Satya Mahendra   | Evan Bros. Yamaha             | Yamaha YZF-R9                | 18   | +15.909   | 9º      | 8     |
| 9º   | 64 | Federico Caricasulo   | Motozoo ME AIR Racing         | MV Agusta F3 800 RR          | 18   | +18.119   | 29º     | 7     |
| 10º  | 6  | Corentin Perolari     | Honda Racing World Supersport | Honda CBR600RR               | 18   | +18.380   | 20º     | 6     |
| 11º  | 43 | Simon Jespersen       | Ecosantagata Althea Racing    | Ducati Panigale V2           | 18   | +18.618   | 19º     | 5     |
| 12º  | 21 | Michael Ruben Rinaldi | GMT94 Yamaha                  | Yamaha YZF-R9                | 18   | +19.402   | 21º     | 4     |
| 13º  | 65 | Philipp Öttl          | Feel Racing SSP Team          | Ducati Panigale V2           | 18   | +19.416   | 8º      | 3     |
| 14º  | 20 | Xavier Cardelús       | Orelac Racing Verdnatura      | Ducati Panigale V2           | 18   | +20.672   | 10º     | 2     |
| 15º  | 69 | Tom Booth-Amos        | PTR Triumph                   | Triumph Street Triple RS 765 | 18   | +29.097   | 7º      | 1     |
| 16º  | 31 | Yuki Okamoto          | Ten Kate Racing Yamaha        | Yamaha YZF-R9                | 18   | +29.160   | 23º     |       |
| 17º  | 68 | Luke Power            | Motozoo ME AIR Racing         | MV Agusta F3 800 RR          | 18   | +30.664   | 27º     |       |
| 18º  | 50 | Ondřej Vostatek       | WRP Racing                    | Ducati Panigale V2           | 18   | +30.716   | 22º     |       |
| 19º  | 5  | Niccolò Antonelli     | VTF Racing                    | Yamaha YZF-R9                | 18   | +35.361   | 17º     |       |
| 20º  | 45 | Luca de Vleeschauer   | Track and Trades Wixx Racing  | Ducati Panigale V2           | 18   | +35.524   | 28º     |       |
| 21º  | 77 | Filippo Farioli       | MV Agusta Reparto Corse       | MV Agusta F3 800 RR          | 18   | +39.168   | 15º     |       |
| 22º  | 66 | Niki Tuuli            | QJ Motor Factory Racing       | QJ Motor SRK 800 RR          | 18   | +39.511   | 24º     |       |
| 23º  | 22 | Ana Carrasco          | Honda Racing World Supersport | Honda CBR600RR               | 18   | +1'02.786 | 30º     |       |

### Ritirati
| Nº | Pilota               | Squadra                      | Motocicletta                 | Giri | Griglia |
| -- | -------------------- | ---------------------------- | ---------------------------- | ---- | ------- |
| 27 | Kaito Toba           | Petronas MIE Racing Honda    | Honda CBR600RR               | 16   | 18º     |
| 7  | Loris Veneman        | EAB Racing Team              | Ducati Panigale V2           | 11   | 26º     |
| 25 | Melvin van der Voort | Track and Trades Wixx Racing | Ducati Panigale V2           | 9    | 25º     |
| 32 | Oliver Bayliss       | PTR Triumph                  | Triumph Street Triple RS 765 | 8    | 13º     |
| 24 | Leonardo Taccini     | Ecosantagata Althea Racing   | Ducati Panigale V2           | 7    | 6º      |
| 94 | Lucas Mahias         | GMT94 Yamaha                 | Yamaha YZF-R9                | 6    | 11º     |
| 28 | Glenn van Straalen   | DG34 Racing                  | Ducati Panigale V2           | 4    | 16º     |

## Supersport 300 gara 1

### Arrivati al traguardo
| Pos. | Nº | Pilota               | Squadra                             | Motocicletta       | Giri | Tempo     | Griglia | Punti |
| ---- | -- | -------------------- | ----------------------------------- | ------------------ | ---- | --------- | ------- | ----- |
| 1º   | 6  | Jeffrey Buis         | Freudenberg KTM-Paligo Racing       | KTM RC 390 R       | 12   | 21'58.625 | 3º      | 25    |
| 2º   | 12 | Humberto Maier       | Yamaha MS Racing/AD78 Latin America | Yamaha YZF-R3      | 12   | +0.093    | 6º      | 20    |
| 3º   | 48 | Julio García         | ProDina Kawasaki Racing             | Kawasaki Ninja 400 | 12   | +0.191    | 1º      | 16    |
| 4º   | 38 | David Salvador       | ProDina Rawasaki Racing             | Kawasaki Ninja 400 | 12   | +0.355    | 2º      | 13    |
| 5º   | 7  | Beñat Fernández      | Team#109 Retro Traffc Kove          | Kove 321RR         | 12   | +0.400    | 5º      | 11    |
| 6º   | 50 | Carter Thompson      | MTM Kawasaki                        | Kawasaki Ninja 400 | 12   | +0.615    | 4º      | 10    |
| 7º   | 88 | Daniel Mogeda        | Pons Morosport Italika Racing       | Kawasaki Ninja 400 | 12   | +11.192   | 10º     | 9     |
| 8º   | 91 | Matteo Vannucci      | AG Motorsport Italia Yamaha         | Yamaha YZF-R3      | 12   | +11.221   | 13º     | 8     |
| 9º   | 77 | José Osuna Sáez      | Deza-Box 77 Racing                  | Kawasaki Ninja 400 | 12   | +11.271   | 17º     | 7     |
| 10º  | 26 | Mirko Gennai         | MTM Kawasaki                        | Kawasaki Ninja 400 | 12   | +11.378   | 7º      | 6     |
| 11º  | 62 | Kevin Fontainha      | Yamaha MS Racing/AD78 Latin America | Yamaha YZF-R3      | 12   | +11.507   | 30º     | 5     |
| 12º  | 27 | Felix Putra Mulya    | ProGP NitiRacing                    | Yamaha YZF-R3      | 12   | +11.924   | 9º      | 4     |
| 13º  | 85 | Kevin Sabatucci      | Accolade Smrž Racing BGR            | Kawasaki Ninja 400 | 12   | +12.227   | 16º     | 3     |
| 14º  | 31 | Elia Bartolini       | Team Br Corse                       | Yamaha YZF-R3      | 12   | +12.260   | 15º     | 2     |
| 15º  | 69 | Alessandro Di Persio | Arco Motor University               | Yamaha YZF-R3      | 12   | +12.434   | 24º     | 1     |
| 16º  | 43 | Marco Gaggi          | BrCorse                             | Yamaha YZF-R3      | 12   | +12.869   | 8º      |       |
| 17º  | 79 | Tomas Alonso         | Pons Morosport Italika Racing       | Kawasaki Ninja 400 | 12   | +12.872   | 22º     |       |
| 18º  | 13 | Roberto Fernández    | Kawasaki Junior Team by MTM         | Kawasaki Ninja 400 | 12   | +12.875   | 19º     |       |
| 19º  | 39 | Juan Resueño         | MS Racing                           | Yamaha YZF-R3      | 12   | +12.890   | 20º     |       |
| 20º  | 96 | Marc Vich            | Yamaha Motoxracing                  | Yamaha YZF-R3      | 12   | +13.018   | 14º     |       |
| 21º  | 87 | Cameron Swain        | Yamaha Motoxracing                  | Yamaha YZF-R3      | 12   | +20.164   | 18º     |       |
| 22º  | 4  | Emanuele Cazzaniga   | Racestar Trasimeno                  | Yamaha YZF-R3      | 12   | +21.000   | 27º     |       |
| 23º  | 58 | Valentin Folger      | Arco Motor University               | Yamaha YZF-R3      | 12   | +51.986   | 28º     |       |
| 24º  | 29 | Giacomo Zannini      | Kawasaki GP Project                 | Kawasaki Ninja 400 | 12   | +52.279   | 29º     |       |

### Ritirati
| Nº | Pilota                | Squadra                     | Motocicletta       | Giri | Griglia |
| -- | --------------------- | --------------------------- | ------------------ | ---- | ------- |
| 16 | Uriel Hidalgo         | Deza-Box 77 Racing          | Kawasaki Ninja 400 | 10   | 25º     |
| 53 | Petr Svoboda          | Kawasaki Junior Team by MTM | Kawasaki Ninja 400 | 9    | 12º     |
| 9  | Emiliano Ercolani     | Kawasaki GP Project         | Kawasaki Ninja 400 | 9    | 21º     |
| 36 | Faerozi Toreqottullah | ProGP NitiRacing            | Yamaha YZF-R3      | 6    | 26º     |
| 47 | Antonio Torres        | ProDina Kawasaki Racing     | Kawasaki Ninja 400 | 4    | 11º     |
| 11 | Filip Novotny         | Accolade Smrž Racing BGR    | Kawasaki Ninja 400 | 3    | 23º     |

## Supersport 300 gara 2

### Arrivati al traguardo
| Pos. | Nº | Pilota             | Squadra                             | Motocicletta       | Giri | Tempo     | Griglia | Punti |
| ---- | -- | ------------------ | ----------------------------------- | ------------------ | ---- | --------- | ------- | ----- |
| 1º   | 6  | Jeffrey Buis       | Freudenberg KTM-Paligo Racing       | KTM RC 390 R       | 12   | 22'09.423 | 5º      | 25    |
| 2º   | 38 | David Salvador     | ProDina Rawasaki Racing             | Kawasaki Ninja 400 | 12   | +0.001    | 4º      | 20    |
| 3º   | 88 | Daniel Mogeda      | Pons Morosport Italika Racing       | Kawasaki Ninja 400 | 12   | +0.656    | 13º     | 16    |
| 4º   | 43 | Marco Gaggi        | BrCorse                             | Yamaha YZF-R3      | 12   | +0.890    | 10º     | 13    |
| 5º   | 7  | Beñat Fernández    | Team#109 Retro Traffc Kove          | Kove 321RR         | 12   | +0.910    | 1º      | 11    |
| 6º   | 50 | Carter Thompson    | MTM Kawasaki                        | Kawasaki Ninja 400 | 12   | +0.930    | 2º      | 10    |
| 7º   | 12 | Humberto Maier     | Yamaha MS Racing/AD78 Latin America | Yamaha YZF-R3      | 12   | +0.950    | 6º      | 9     |
| 8º   | 91 | Matteo Vannucci    | AG Motorsport Italia Yamaha         | Yamaha YZF-R3      | 12   | +0.980    | 15º     | 8     |
| 9º   | 47 | Antonio Torres     | ProDina Kawasaki Racing             | Kawasaki Ninja 400 | 12   | +1.000    | 6º      | 7     |
| 10º  | 85 | Kevin Sabatucci    | Accolade Smrž Racing BGR            | Kawasaki Ninja 400 | 12   | +7.134    | 18º     | 6     |
| 11º  | 48 | Julio García       | ProDina Kawasaki Racing             | Kawasaki Ninja 400 | 12   | +7.150    | 3º      | 5     |
| 12º  | 62 | Kevin Fontainha    | Yamaha MS Racing/AD78 Latin America | Yamaha YZF-R3      | 12   | +7.164    | 11º     | 4     |
| 13º  | 39 | Juan Resueño       | MS Racing                           | Yamaha YZF-R3      | 12   | +7.237    | 22º     | 3     |
| 14º  | 9  | Emiliano Ercolani  | Kawasaki GP Project                 | Kawasaki Ninja 400 | 12   | +7.406    | 23º     | 2     |
| 15º  | 31 | Elia Bartolini     | Team Br Corse                       | Yamaha YZF-R3      | 12   | +7.524    | 17º     | 1     |
| 16º  | 77 | José Osuna Sáez    | Deza-Box 77 Racing                  | Kawasaki Ninja 400 | 12   | +7.530    | 19º     |       |
| 17º  | 53 | Petr Svoboda       | Kawasaki Junior Team by MTM         | Kawasaki Ninja 400 | 12   | +7.543    | 14º     |       |
| 18º  | 27 | Felix Putra Mulya  | ProGP NitiRacing                    | Yamaha YZF-R3      | 12   | +7.585    | 12º     |       |
| 19º  | 4  | Emanuele Cazzaniga | Racestar Trasimeno                  | Yamaha YZF-R3      | 12   | +.733     | 27º     |       |
| 20º  | 96 | Marc Vich          | Yamaha Motoxracing                  | Yamaha YZF-R3      | 12   | +8.221    | 16º     |       |
| 21º  | 58 | Valentin Folger    | Arco Motor University               | Yamaha YZF-R3      | 12   | +27.611   | 28º     |       |
| 22º  | 16 | Uriel Hidalgo      | Deza-Box 77 Racing                  | Kawasaki Ninja 400 | 12   | +27.686   | 26º     |       |
| 23º  | 87 | Cameron Swain      | Yamaha Motoxracing                  | Yamaha YZF-R3      | 12   | +27.796   | 20º     |       |

### Ritirati
| Nº | Pilota               | Squadra                       | Motocicletta       | Giri | Griglia |
| -- | -------------------- | ----------------------------- | ------------------ | ---- | ------- |
| 13 | Roberto Fernández    | Kawasaki Junior Team by MTM   | Kawasaki Ninja 400 | 9    | 21º     |
| 11 | Filip Novotny        | Accolade Smrž Racing BGR      | Kawasaki Ninja 400 | 9    | 25º     |
| 29 | Giacomo Zannini      | Kawasaki GP Project           | Kawasaki Ninja 400 | 7    | 29º     |
| 26 | Mirko Gennai         | MTM Kawasaki                  | Kawasaki Ninja 400 | 6    | 9º      |
| 69 | Alessandro Di Persio | Arco Motor University         | Yamaha YZF-R3      | 4    | 8º      |
| 79 | Tomas Alonso         | Pons Morosport Italika Racing | Kawasaki Ninja 400 | 2    | 24º     |

## WCR gara 1

### Arrivate al traguardo
| Pos. | Nº | Pilota              | Squadra                    | Giri | Tempo     | Griglia | Punti |
| ---- | -- | ------------------- | -------------------------- | ---- | --------- | ------- | ----- |
| 1º   | 6  | María Herrera       | Klint Forward Factory Team | 12   | 21'41.080 | 1º      | 25    |
| 2º   | 36 | Beatriz Neila       | Ampito Crescent Yamaha     | 12   | +0.133    | 2º      | 20    |
| 3º   | 64 | Sara Sanchez        | Terra&Vita GTR Racing Team | 12   | +8.976    | 3º      | 16    |
| 4º   | 64 | Avalon Lewis        | Carl Cox Motor Sport       | 12   | +10.348   | 4º      | 13    |
| 5º   | 96 | Roberta Ponziani    | Klint Forward Factory Team | 12   | +16.455   | 5º      | 11    |
| 6º   | 51 | Chloe Jones         | GR Motorsport              | 12   | +20.015   | 7º      | 10    |
| 7º   | 8  | Tayla Relph         | Full Throttle Racing       | 12   | +24.713   | 6º      | 9     |
| 8º   | 83 | Astrid Madrigal     | Pons ITALIKA Racing FIMLA  | 12   | +24.777   | 11º     | 8     |
| 9º   | 4  | Emily Bondi         | Zelos Trasimeno            | 12   | +29.676   | 12º     | 7     |
| 10º  | 99 | Isis Carreno        | Pons ITALIKA Racing FIMLA  | 12   | +29.729   | 8º      | 6     |
| 11º  | 52 | Jessica Howden      | Team Trasimeno             | 12   | +36.817   | 13º     | 5     |
| 12º  | 46 | Pakita Ruiz         | PR46+1 Racing Team         | 12   | +43.439   | 15º     | 4     |
| 13º  | 28 | Ornella Ongaro      | 511 Racing Experience      | 12   | +43.499   | 19º     | 3     |
| 14º  | 19 | Adela Ourednickova  | DaftMotoracing by Smrž     | 12   | +43.912   | 16º     | 2     |
| 15º  | 14 | Mallory Dobbs       | Diva Racing                | 12   | +45.211   | 20º     | 1     |
| 16º  | 76 | Jamie Hanks-Elliott | Hanks Racing               | 12   | +59.065   | 17º     |       |
| 17º  | 33 | Chun Mei Lui        | WT Racing Team Taiwan      | 12   | +1'00.554 | 18º     |       |
| 18º  | 32 | Sonya Lloyd         | Team Trasimeno             | 12   | +1'16.834 | 21º     |       |
| 19º  | 29 | Billee Fuller       | Carl Cox Motor Sport       | 12   | +1'22.442 | 23º     |       |
| 20º  | 94 | Beatrice Barbera    | Team GP3 AD11              | 12   | +1'29.200 | 22º     |       |
| 21º  | 22 | Madalena Simoes     | FB Racing Team             | 12   | +1'41.720 | 24º     |       |

### Ritirate
| Nº | Pilota           | Squadra      | Giri | Griglia |
| -- | ---------------- | ------------ | ---- | ------- |
| 17 | Lucie Boudesseul | GMT94 Yamaha | 9    | 14º     |
| 16 | Lucy Michel      | TSL-Racing   | 4    | 9º      |

### Squalificata
| Nº | Pilota         | Squadra                    | Giri | Tempo   | Griglia |
| -- | -------------- | -------------------------- | ---- | ------- | ------- |
| 20 | Natalia Rivera | Terra&Vita GTR Racing Team | 12   | +36.908 | 10º     |

## WCR gara 2

### Arrivate al traguardo
| Pos. | Nº | Pilota              | Squadra                    | Giri | Tempo     | Griglia | Punti |
| ---- | -- | ------------------- | -------------------------- | ---- | --------- | ------- | ----- |
| 1º   | 36 | Beatriz Neila       | Ampito Crescent Yamaha     | 12   | 21'52.869 | 1º      | 25    |
| 2º   | 6  | María Herrera       | Klint Forward Factory Team | 12   | +0.173    | 2º      | 20    |
| 3º   | 64 | Sara Sanchez        | Terra&Vita GTR Racing Team | 12   | +0.423    | 3º      | 16    |
| 4º   | 96 | Roberta Ponziani    | Klint Forward Factory Team | 12   | +19.732   | 4º      | 13    |
| 5º   | 46 | Pakita Ruiz         | PR46+1 Racing Team         | 12   | +19.919   | 15º     | 11    |
| 6º   | 8  | Tayla Relph         | Full Throttle Racing       | 12   | +20.203   | 10º     | 10    |
| 7º   | 51 | Chloe Jones         | GR Motorsport              | 12   | +20.289   | 6º      | 9     |
| 8º   | 83 | Astrid Madrigal     | Pons ITALIKA Racing FIMLA  | 12   | +22.560   | 9º      | 8     |
| 9º   | 17 | Lucie Boudesseul    | GMT94 Yamaha               | 12   | +24.211   | 7º      | 7     |
| 10º  | 99 | Isis Carreno        | Pons ITALIKA Racing FIMLA  | 12   | +25.404   | 11º     | 6     |
| 11º  | 4  | Emily Bondi         | Zelos Trasimeno            | 12   | +41.225   | 8º      | 5     |
| 12º  | 28 | Ornella Ongaro      | 511 Racing Experience      | 12   | +41.232   | 19º     | 4     |
| 13º  | 14 | Mallory Dobbs       | Diva Racing                | 12   | +41.232   | 20º     | 4     |
| 14º  | 52 | Jessica Howden      | Team Trasimeno             | 12   | +41.872   | 14º     | 2     |
| 15º  | 20 | Natalia Rivera      | Terra&Vita GTR Racing Team | 12   | +42.301   | 13º     | 1     |
| 16º  | 19 | Adela Ourednickova  | DaftMotoracing by Smrž     | 12   | +42.399   | 16º     |       |
| 17º  | 16 | Lucy Michel         | TSL-Racing                 | 12   | +42.579   | 12º     |       |
| 18º  | 76 | Jamie Hanks-Elliott | Hanks Racing               | 12   | +1'01.004 | 17º     |       |
| 19º  | 33 | Chun Mei Lui        | WT Racing Team Taiwan      | 12   | +1'08.187 | 18º     |       |
| 20º  | 32 | Sonya Lloyd         | Team Trasimeno             | 12   | +1'12.950 | 21º     |       |
| 21º  | 29 | Billee Fuller       | Carl Cox Motor Sport       | 12   | +1'43.558 | 23º     |       |
| 22º  | 94 | Beatrice Barbera    | Team GP3 AD11              | 12   | +1'43.797 | 22º     |       |
| 23º  | 22 | Madalena Simoes     | FB Racing Team             | 12   | +1'51.270 | 24º     |       |

### Ritirate
| Nº | Pilota       | Squadra              | Giri | Griglia |
| -- | ------------ | -------------------- | ---- | ------- |
| 64 | Avalon Lewis | Carl Cox Motor Sport | 11   | 5º      |